# Амели Миркович
Амели Миркович Гасталдело (фр. Amélie Mirkowitch-Gastaldello; Вилјери, 23. јун 1942) — некадашња је француска пливачица, вишеструка национална рекордерка и првакиња и учесница Летњих олимпијских игара 1960. у Риму. Њена примарна дисциплина су биле трке прсним стилом. 
На Олимпијским играма у Риму заузела је 17. место у трци на 200 метара прсним стилом. 
Пливањем су се сауспехом бавили и њен син Ерик Гасталдело и снаха Вероник Жарден, те унука Берил Гасталдело. 